# NGC 2518
NGC 2518 este o galaxie lenticulară situată în constelația Linxul. A fost descoperită în 1886 de către .